# Tupãzinho
José Ernâni da Rosa, más conocido como Tupãzinho (Bagé; 17 de octubre de 1939-São Paulo; 28 de febrero de 1986), fue un futbolista brasileño.

## Trayectoria
Era delantero y heredó el apodo de su padre, Tupan, uno de los grandes nombres de la historia del fútbol en Río Grande del Sur.
Inició su carrera en Bagé y luego se trasladó al archirrival Guarany, vendido por 300 mil cruzeiros. Tuvo un gran momento culminante con el equipo en la temporada 1962, cuando terminó en tercer lugar en el Campeonato Gaúcho.
En 1963, Palmeiras adquirió su pase por 30 millones de cruzeiros. Debutó el 16 de enero de 1963 en la derrota por 2-1 ante el Sporting Cristal de Perú.
Ganó los títulos del Campeonato de São Paulo de 1963 y 1966, el Torneo Rio-São Paulo de 1965 y los Campeonatos de Brasil de 1967 (Roberto Gomes Pedrosa y Taça Brasil).
En 1968 se convirtió en máximo goleador de la Copa Libertadores y permaneció en el club de São Paulo hasta ese año, participando en 231 partidos (136 victorias, 44 empates y 51 derrotas) y anotando 122 goles (media de 0,52 por partido), convirtiéndose en el noveno máximo goleador en su historia.
El último partido con Palmeiras tuvo lugar el 10 de febrero de 1968, en la derrota 3-0 con Internacional de Porto Alegre, en el Campeonato Brasileño. En 1969 jugó en el Grêmio durante un año y luego terminó su carrera con Nacional.

## Selección nacional
Jugó un partido internacional, el 7 de septiembre de 1965, en la inauguración del Estadio Mineirão. Brasil ganó el amistoso contra Uruguay 3-0 y marcó un gol en el minuto 35.

## Clubes
| Club            | País   | Año       |
| --------------- | ------ | --------- |
| Bagé            | Brasil | 1957-1960 |
| Guarany de Bagé | Brasil | 1961-1962 |
| Palmeiras       | Brasil | 1963-1968 |
| Grêmio          | Brasil | 1969      |
| Nacional        | Brasil | 1970      |

## Palmarés

### Títulos regionales
| Título               | Equipo    | País   | Año  |
| -------------------- | --------- | ------ | ---- |
| Campeonato Paulista  | Palmeiras | Brasil | 1963 |
| Torneo Rio-São Paulo | Palmeiras | Brasil | 1965 |
| Campeonato Paulista  | Palmeiras | Brasil | 1966 |

### Títulos nacionales
| Título                        | Equipo    | País   | Año  |
| ----------------------------- | --------- | ------ | ---- |
| Torneio Roberto Gomes Pedrosa | Palmeiras | Brasil | 1967 |
| Taça Brasil                   | Palmeiras | Brasil | 1967 |

### Distinciones individuales
| Distinción                                         | Año  |
| -------------------------------------------------- | ---- |
| Máximo goleador de la Copa Libertadores de América | 1968 |